# 하이라이트 (담배)
하이라이트(영어: hi-lite, 일본어: ハイライト 하이라이토[*])는 일본의 담배 브랜드로, 일본 담배 산업 (JT)이 제조 및 판매한다. JT의 전신인 일본 특허 공사가 1960년에 발매한 이래로 스테디셀러이다.

## 역사
일본 최초의 롱 사이즈 (8.0cm)의 담배로 1960년에 발매되었다. 처음부터 필터와 함께 필름 패키지되어 있으며 당시 일반 궐련 담배로는 필터가 없고, 셀로판 포장이 되어 있지 않은 당시로서는 혁신적인 브랜드였다. 그 당시의 대중 담배였던 신세이, 이코이를 대신하여 1960년대부터 1970년대에 걸쳐 일본에서의 인기 브랜드가 되었다.